# Sun Luban
Sun Luban (conosciuta anche con il nome di cortesia Dahu; fl. III secolo) è stata una principessa imperiale del periodo dei Tre regni della Cina, appartenente allo stato di Wu orientale.
Figlia primogenita di Sun Quan, il fondatore dell'impero di Wu, e di Bu Lianshi, sua concubina. La sua designazione ufficiale era quella di "grande principessa" (長公主), un titolo riservato alla figlia o alla sorella prediletta dell'imperatore. Inoltre, deteneva il titolo di principessa Quan (全公主/全主) in virtù del suo matrimonio con Quan Cong. Sun Luban visse tra il 229 e il 258 d.C.

## Primi anni di vita e matrimoni
La primogenita di Sun Quan, l'imperatore fondatore del Wu orientale, e della sua concubina Bu Lianshi, fu Sun Luban. Accanto a lei, ebbe una sorella minore di nome Sun Luyu. I loro nomi di cortesia, rispettivamente Dahu (大虎) e Xiaohu (小虎), traducono in "grande tigre" e "piccola tigre". Inizialmente, Sun Luban contrasse matrimonio con Zhou Xun, il figlio di Zhou Yu, ma la sventura colpì quando Zhou Xun morì prematuramente. Nel 229, Sun Luban convolò nuovamente a nozze, questa volta con Quan Cong, un generale che prestava servizio sotto suo padre.
Da questa unione, Sun Luban ebbe due figli: Quan Yì (全懌) e Quan Wu (全吳).

## La vita durante il regno di Sun Quan
Sun Luban covava un profondo risentimento nei confronti di Lady Wang, una delle concubine di suo padre. In aggiunta, la presenza del suo fratellastro, Sun He, nato da Lady Wang, non le risultava gradita. Nel 242, quando Sun Quan designò Sun He come principe ereditario e pianificò di elevare Lady Wang al titolo di Imperatrice, Sun Luban si oppose con fermezza. Con eloquenti argomentazioni, parlò sfavorevolmente di Lady Wang di fronte a suo padre, riuscendo ad influenzarlo a tal punto da abbandonare l'idea di promuovere Lady Wang a Imperatrice.
Sun Luban, preoccupata per la possibilità di ritorsioni da parte di Sun He nel caso diventasse imperatore, intraprese frequenti discorsi diffamatori nei confronti di suo fratellastro davanti a suo padre, sperando segretamente che Sun He fosse destituito. In un'occasione particolare, Sun Quan, indisposto, non poté partecipare a una cerimonia presso il tempio ancestrale imperiale e incaricò Sun He di sostituirlo. Zhang Xiu, zio della principessa ereditaria Zhang (張太子妃), moglie di Sun He, abitava nelle vicinanze del tempio ancestrale imperiale e lo invitò a soggiornare nella sua dimora durante quel periodo.
Sun Luban, agendo dietro le quinte, inviò i suoi servi a spiare Sun He e informò suo padre che quest'ultimo non si trovava nel tempio ancestrale imperiale, ma stava invece trascorrendo del tempo con i suoi suoceri, suggerendo che stesse complottando qualcosa. Approfittò dell'occasione per amplificare le sue critiche nei confronti della madre di Sun He, Lady Wang, sostenendo che quest'ultima avesse mostrato gioia quando aveva appreso della malattia di Sun Quan. Preso dalle parole di Sun Luban, Sun Quan si arrabbiò con Lady Wang, che successivamente morì in circostanze difficili. Nel frattempo, Sun He perse il favore di suo padre a causa degli inganni orchestrati da Sun Luban.
Circa nel 240, una contesa per il potere si scatenò tra Sun He e il suo quarto fratello, Sun Ba, desideroso di accaparrarsi la posizione di principe ereditario. Questo scontro ebbe un impatto polarizzante sul popolo di Sun Quan, dando origine a due fazioni contrapposte, ciascuna schierata a favore di Sun He o Sun Ba. Durante questo periodo, il consorte di Sun Luban, Quan Cong, sostenne la causa di Sun Ba, ma tristemente perì nel 249, ancor prima che la lotta per il potere giungesse a conclusione.
Nel 250, la contesa per il potere si concluse quando Sun Quan costrinse Sun Ba al suicidio e destituì Sun He dalla sua posizione di principe ereditario. Numerosi funzionari coinvolti nella lotta furono soggetti a giustizia, esilio o rimozione dal loro incarico.
In passato, Sun Luban aveva osservato l'inclinazione crescente di suo padre nei confronti del figlio minore, Sun Liang, manifestando l'intenzione di sostituire Sun He con Sun Liang come principe ereditario. Al fine di garantirsi Sun Liang come alleato politico, suggerì a suo padre di organizzare un matrimonio tra Sun Liang e Quan Huijie, figlia di Quan Shang (全尚), un parente più giovane di suo marito Quan Cong.
Il consiglio di Sun Luban fu ascoltato da Sun Quan, che poi orchestrò il matrimonio tra Sun Liang e Quan Huijie. Nel 250, dopo aver destituito Sun He, Sun Quan nominò Sun Liang come il nuovo principe ereditario, mentre Quan Huijie assunse il titolo di principessa ereditaria.

## La vita durante la reggenza di Sun Jun
Nel 252, Sun Liang divenne il secondo imperatore del Wu orientale dopo la morte di suo padre. Dato che Sun Liang aveva allora solo nove anni, Zhuge Ke prestò servizio come reggente e governò per suo conto. Nel 253, Sun Jun organizzò un colpo di stato contro Zhuge Ke e lo uccise, per poi diventare il nuovo reggente. Sun Jun aveva una relazione segreta con Sun Luban; la relazione probabilmente iniziò dopo la morte del marito Quan Cong nel 249. Sfruttando la sua relazione speciale con Sun Jun, Sun Luban lo istigò ad aiutarla a sbarazzarsi del fratellastro Sun He, l'ex principe ereditario. Nel 253, Sun Jun fece trasferire Sun He nella Commenda di Xindu (新都郡; intorno all'attuale contea di Yi, Anhui ) e poi inviò un emissario per costringerlo a suicidarsi.
In precedenza, durante il regno di suo padre, quando Sun Luban si schierò dalla parte di Sun Ba nella lotta per la successione contro Sun He, cercò sostegno da sua sorella minore, Sun Luyu . Si è allontanata da sua sorella dopo che quest'ultima ha rifiutato di mantenerla. Nel 255, Sun Yi (孫儀) e altri complottarono per rovesciare Sun Jun dalla sua posizione di reggente, ma furono scoperti e giustiziati prima che potessero portare a termine il loro piano. Sun Luban ha colto l'occasione per accusare falsamente Sun Luyu di essere coinvolta nel complotto e ha istigato Sun Jun a far giustiziare anche lei.

## La vita durante la reggenza di Sun Chen
Dopo la morte di Sun Jun nel 256, suo cugino Sun Chen gli succedette come reggente dell'imperatore Wu Sun Liang . In un periodo tra il 256 e il 258, Sun Liang sospettava che Sun Luban avesse qualcosa a che fare con la morte di Sun Luyu, quindi convocò la sua sorellastra e la interrogò. Un timoroso Sun Luban gli mentì: "Non lo so davvero. L'ho sentito dai figli di Zhu Ju, Zhu Xiong (朱熊) e Zhu Sun (朱損)." Sun Liang pensava che Zhu Xiong e Zhu Sun avessero tradito Sun Luyu con Sun Jun - soprattutto da quando Zhu Sun aveva sposato la sorella minore di Sun Jun - quindi ordinò a Ding Feng di giustiziare Zhu Xiong e Zhu Sun.
Sun Liang divenne anche sempre più diffidente nei confronti di Sun Chen, che sembrava probabile usurpargli il trono, quindi nel 258 complottò con Sun Luban, Quan Shang (全尚) e Liu Cheng (劉承) per eliminare Sun Chen. Poiché una delle concubine di Sun Liang era cugina di Sun Chen, ha sentito il complotto e ne ha avvertito Sun Chen. Sun Chen agì rapidamente per prevenirli: mandò i suoi uomini a catturare Quan Shang, mandò suo fratello Sun En (孫恩) ad uccidere Liu Cheng, e poi condusse i suoi soldati a circondare il palazzo. Successivamente, rimosse Sun Liang dal trono e lo sostituì con Sun Xiu, il sesto figlio di Sun Quan. Fece anche esiliare Sun Luban nella Commenda di Yuzhang (豫章郡; intorno all'attuale Nanchang, Jiangxi). Non si sa cosa sia successo a Sun Luban in seguito.